# Entrimo
Entrimo település Spanyolországban, Ourense tartományban. Entrimo Lobeira, Lobios, Melgaço és Arcos de Valdevez községekkel határos. Lakosainak száma 1079 fő (2024).

## Népesség
A település népessége az elmúlt években az alábbi módon változott:
| Lakosok száma | 1463 | 1370 | 1390 | 1367 | 1391 | 1323 | 1184 | 1140 | 1118 | 1079 |
|               | 2001 | 2004 | 2007 | 2009 | 2012 | 2014 | 2017 | 2019 | 2022 | 2024 |